# Єлена Теодоріні
Єлена Теодоріні (рум. Elena Teodorini; уроджена Elena de Mortun; 1857–1926) — румунська оперна співачка і педагогиня. Володіла голосом широкого діапазону (виконувала партії контральто, меццо-сопрано і сопрано).

## Біографія

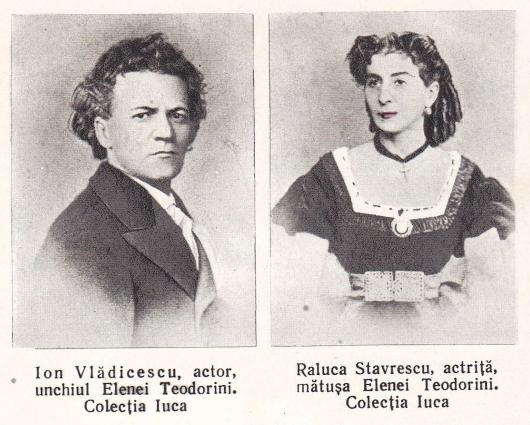
Ion Vladicescu і Raluca Stavrescu

Народилася Єлена 25 березня 1857 року в місті Крайова. Була племінницею румунських акторів Ion Vlădicescu і Raluca Stavrescu, а також двоюрідною сестрою румунської актриси Арістіцци Романеску.
Вчитися музики й гри на фортепіано почала в рідному місті з шестирічного віку. У 14 років поїхала до Італії і була прийнята в Міланську консерваторію, де навчалася в класах вокалу і фортепіано, одночасно з майбутнім італійським піаністом і композитором Адольфо Фумагаллі.
У 1877 році дебютувала як солістка (разом з тенором Armando di Gondi) в опері Maria di Rohan італійського композитора Гаетано Доніцетті в Муніципальному театрі міста Кунео. Потім співала в інших операх і інших містах; а її голос розвивався від контральто до сопрано. 20 березня 1880 року, в 22-річному віці, відбувся її перший вихід на сцену міланського театру Ла Скала в ролі Маргарити в опері «Фауст» Шарля Гуно.
У 1880-х роках Теодоріні гастролювала країнами Південної Америки. У 1882 році виступала на сцені Teatro Colón в Буенос-Айресі, разом з тенором Francesco Tamagno. В середині 1900-х років Єлена викладала вокал у Парижі й знову поїхала з гастролями до Південної Америки, цього разу в Монтевідео. Восени 1909 року вона, спільно з Гаріклеєю Даркле і Тітто Руффо, створили Academia Theodorini, де навчалися майбутні відомі оперні виконавці. У 1915 році Єлена стала директоркою Консерваторії Буенос-Айреса.
У 1918 році співачка повернулася у Ріо-де-Жанейро, де створила школу Escola superior de canto «Ars et Vox». У числі її учнів була майбутня оперна зірка Бразилії Біду Сайан, а також американський бас грецького походження Nicola Moscona. Потім Єлена Теодоріні повернулася до Румунії, де в Бухаресті заснувала академію Academia Nazională de Lirică. У 1923 році знову відвідала Бразилію, де організувала проведення музичного фестивалю.
Померла 27 лютого 1926 року в Бухаресті.
У Румунії проводиться міжнародний музичний фестиваль імені Єлени Теодоріні.

## Пам'ять
- Іменні пам'ятні дошки встановлені в Парижі та Бухаресті.
- В Румунії на честь Єлени Теодоріні в 1963 році була випущена поштова марка, а в 1964 році — поштова картка[4].

- Пам'ятна дошка в Парижі
- Бюст в Національній опері в Бухаресті
- Пам'ятна дошка в Бухаресті